# Morchella conica
La colmenilla cónica (Morchella conica), también denominada morilla cónica,  es un antiguo nombre binomial que se aplicaba anteriormente a ciertas especies de hongos de la familia Morchellaceae. Es uno de los tres nombres científicos, siendo los otros M. angusticeps y M. elata, que se utilizaban habitualmente para describir ciertas morillas negras. Fue introducido por primera vez por el micólogo Christian Hendrik Persoon en 1819, como nombre adicional para el antiguo taxón Morchella continua. Según Richard y sus colegas, la sanción aplicada por Elias Fries en 1822 al nivel subgenérico y al nombre es ilegítima.
A lo largo de los años, el nombre M. conica se ha aplicado invariablemente a muchas especies diferentes por diferentes autores, sin embargo un análisis de ADN en 2014 reveló que las morillas identificadas como "M. conica" en realidad pertenecían a Morchella deliciosa, Morchella purpurascens, Morchella tridentina y Morchella vulgaris.

## Sinonimia
- Morchella conica Pers. Tr. Champ. comest.:256. (1819)
- Morchella esculenta var. conica (Pers.) Fr. Syst Mycol 2:7. (1822)

## Nombres comunes
- Colmenilla cónica, morilla cónica.